# Salvador Allende

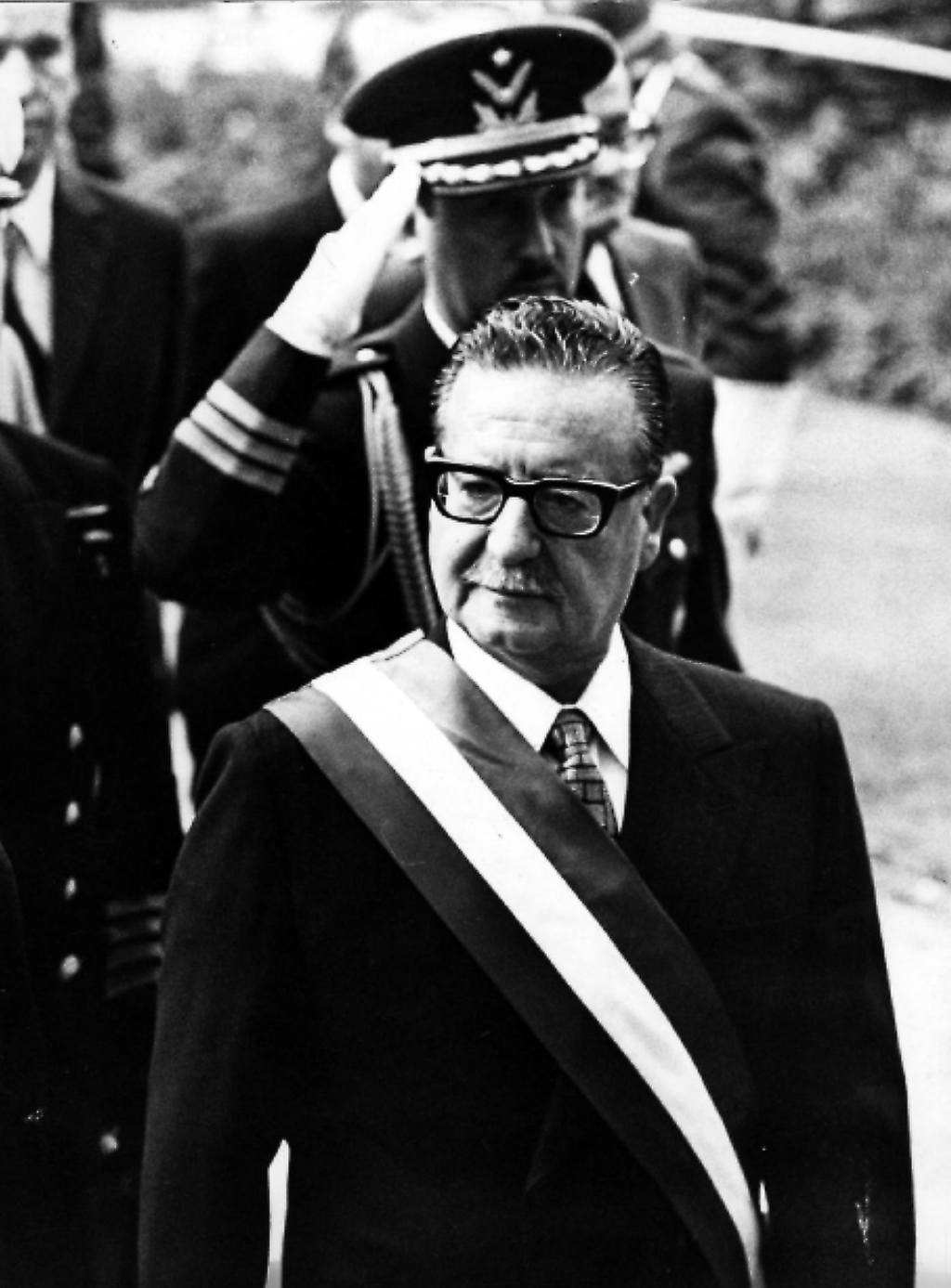
Salvador Allende (zwischen 1970 und 1973)

Salvador Guillermo Allende Gossens [salβaˈðoɾ ɣiˈjeɾmo aˈjende ˈɣosens] (* 26. Juni 1908 in Santiago de Chile; † 11. September 1973 ebenda) war ein chilenischer Arzt und Politiker. Von 1970 bis 1973 war er Präsident von Chile. Seine Präsidentschaft war der Versuch, auf demokratischem Wege eine sozialistische Gesellschaft in Chile zu etablieren. Allende wurde durch einen Militärputsch im Jahr 1973 gestürzt, in dessen Verlauf er sich das Leben nahm.

## Herkunft und Ausbildung
Salvador Allende wurde am 26. Juni 1908 in Santiago de Chile als Sohn von Salvador Allende Castro und Laura Gossens Uribe geboren. Die Mutter Salvador Allendes war laut dessen politischen Weggefährten Victor Pey Jüdin. Seine Familie gehörte der oberen Mittelschicht an; politisches Engagement und eine progressiv-liberale Einstellung gehörten zur Familientradition. Ein Großvater Allendes war ein prominenter Arzt.
Allende ging am Liceo Eduardo de la Barra in Valparaíso zur Schule. Der italienischstämmige Anarchist und Schuhmacher Juan De Marchi hatte in seiner Jugend einen prägenden Einfluss auf ihn. Allende war sportlich aktiv und Mitglied des Sportvereins Everton de Viña del Mar. Er soll im Weitsprung gute Leistungen erzielt haben. Nach der Schulzeit studierte er Medizin an der Universidad de Chile in Santiago. 1933 schloss er das Studium mit einer Promotion ab.
In seiner Dissertation Higiene Mental y Delincuencia („Geistige Hygiene und Delinquenz“) setzte er sich kritisch mit Cesare Lombroso auseinander. Der Germanist und Publizist Víctor Farías bewertet die Dissertation als antisemitisch. Farías' Auffassung wird allerdings kritisiert, da Allende bei den entsprechenden Stellen keine eigenen Annahmen äußert, sondern indirekt Lombroso zitiert. Gleiches gilt auch für Farías' Ansicht, dass Allende in seiner Dissertation krankhaftes Verhalten als angeboren dargestellt habe. Auch für Farías' Behauptung, dass Allende später als Gesundheitsminister die Einführung eines eugenischen Gesetzes geplant habe, gebe es laut dem spanischen Rechtsanwalt Joan E. Garcés keine Beweise. Mit seiner Auffassung, dass Allendes Ablehnung von Walter Rauffs Auslieferung aus Chile antisemitisch motiviert gewesen sei, liege Farías ebenfalls falsch, weil dieser sich als Präsident damit lediglich an die bestehende Gesetzeslage gehalten habe, die er in seiner Erwiderung des entsprechenden Gesuches von Simon Wiesenthal bedauerte.
Seine Enkelin Maya Fernández wurde 2022 Verteidigungsministerin im Kabinett Boric.

## Politischer Werdegang

### Erste Aktivitäten

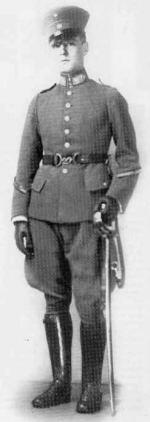
Allende während seines Militärdienstes (ca. 1925)

Allende begann in den späten 1920er Jahren als Medizin-Student der Universidad de Chile politisch aktiv zu werden. Er beteiligte sich an Protesten gegen die Diktatur von Oberst Carlos Ibáñez del Campo und wurde zum stellvertretenden Präsidenten der Föderation chilenischer Studenten (FECH) gewählt. 1929 trat er sowohl den Freimaurern als auch der Gruppe „Avance“ („Vorwärts“) bei. In beiden Organisationen knüpfte er wichtige Kontakte für seine spätere politische Laufbahn.
Nach der Niederschlagung eines von Marmaduque Grove angeführten Aufstandes gegen die Ibáñez-Diktatur wurde Allende verhaftet, später jedoch wieder freigelassen. Kurz darauf wurde er Sekretär der 1933 gegründeten Sozialistischen Partei für die Region Valparaíso.

### Ämter und Präsidentschaftskandidaturen
1937 wurde er erstmals Parlamentsabgeordneter für die Sozialistische Partei. Als im folgenden Jahr die Frente Popular den Radikalen Pedro Aguirre Cerda zum Sieg bei den Präsidentschaftswahlen führte, kam Allende als Gesundheitsminister in die Regierung. Nach nur zwei Jahren im Amt schied er 1940 wieder aus dem Kabinett aus. 1945 wurde er überraschend mit großem Vorsprung vom Wahlkreis Valparaiso zum Senator gewählt.
1952 war Allende erstmals Präsidentschaftskandidat, belegte aber nur den vierten Platz. 1954 bekleidete er das Amt des stellvertretenden Senatspräsidenten. 1958 war er wieder Präsidentschaftskandidat des Linksbündnisses Frente de Acción Popular (FRAP), unterlag jedoch sehr knapp dem von den Rechtsparteien unterstützten Unternehmer Jorge Alessandri Rodríguez. 1964 kandidierte er erneut für das Präsidentenamt, unterlag aber deutlich dem Christdemokraten Eduardo Frei. Grund für diese letzte Wahlniederlage war, dass die konservativen Parteien in letzter Minute den eher progressiven Frei unterstützten, sowie die massive Unterstützung der Christdemokraten durch die CIA.
1966 wurde Allende zum Senatspräsidenten gewählt. 1968 wurde sein Rücktritt gefordert, als er die Überlebenden der Guerillatruppe um Che Guevara in Bolivien unter seinen persönlichen Schutz stellte. Im gleichen Jahr verurteilte er den sowjetischen Einmarsch in Prag.

### Wahl zum Präsidenten
1969 wurde die Unidad Popular (UP) als Nachfolgerin der FRAP gegründet, ein Zusammenschluss von Sozialisten, Kommunisten und einigen kleineren Linksparteien. Als deren Kandidat errang Allende bei den Präsidentschaftswahlen am 4. September 1970 36,3 % der Stimmen (weniger als 1964) und lag damit knapp vor dem konservativen Gegenkandidaten Jorge Alessandri, der 34,9 % der Stimmen erhielt. Allendes Vorsprung betrug 39.000 Stimmen und war damit um 7000 Stimmen größer als der Alessandris zwölf Jahre zuvor. Der dritte der Kandidaten, Radomiro Tomic von den Christdemokraten (PDC), erlangte 27,9 % der Stimmen. Da kein Kandidat die absolute Mehrheit errungen hatte, lag die Wahl des chilenischen Präsidenten laut Verfassung beim Parlament.
Der Wahlgang im Parlament fand am 24. Oktober 1970 statt. Da es in Chile eine lange Tradition hat, dass das Parlament sich für den Kandidaten mit der relativen Mehrheit entscheidet, wurde Allende nach Verhandlungen mit den Christdemokraten vom chilenischen Kongress zum Präsidenten gewählt, wobei 153 Stimmen auf Allende und 35 auf Alessandri entfielen. Der Oberbefehlshaber des Heeres, General René Schneider, war zwei Tage vor der Abstimmung bei einem teilweise durch die CIA finanzierten Entführungsversuch angeschossen und schwer verletzt worden. Er starb am 25. Oktober, einen Tag nach der Wahl. Die allgemeine Empörung über den Anschlag auf General Schneider war einer der Gründe für die Entscheidung der Christdemokraten, Allende als den Kandidaten mit der relativen Mehrheit zu unterstützen. Kritik am Verhalten der Christdemokraten kam unter anderem von der bundesdeutschen CDU. Der Botschafter der USA nannte die politischen Gegner Allendes „dämlich, schlecht organisiert und naiv“.
Bevor Allende am 3. November 1970 sein Amt antrat, stimmte er zehn Verfassungszusätzen zu, die von den Christdemokraten zur Bedingung für ihre Unterstützung bei der Wahl im Parlament gemacht worden waren. In der Zeit zwischen Wahl und Amtseinsetzung überlebte er einen Mordanschlag. Von Teilen der chilenischen Rechten wird Allendes Regierungszeit gemeinhin als die Diktatur bezeichnet, eine Zuschreibung, die für sie der nachfolgenden Regierung Pinochet nicht zukommt.

## Präsidentschaft

### Wirtschafts- und Sozialpolitik

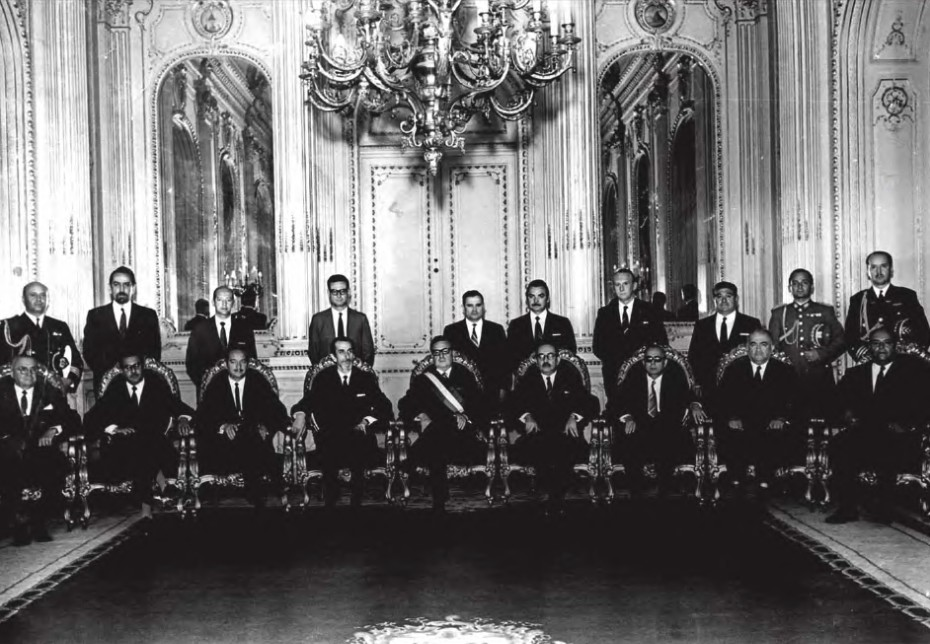
Allende (mit Schärpe) im Kreise seines Kabinetts

Der Schwerpunkt von Allendes Wirtschaftspolitik war die entschädigungslose Verstaatlichung der Bodenschätze – allen voran der Kupfervorkommen –, die Enteignung von ausländischen Großunternehmen, der Banken und eine Agrarreform, bei der 20.000 km² Fläche in vergleichbar kurzer Zeit von Großgrundbesitzern an Bauern und Kollektive übergeben wurden. Die sozialistische Regierung wollte Chiles wirtschaftliche Abhängigkeit vom Ausland reduzieren, insbesondere von den USA. 1970 wurden der Kohlebergbau und die Textilindustrie verstaatlicht. Ein Jahr später wurden die noch in (vor allem US-amerikanischem) Privateigentum befindlichen Anteile am Kupferbergbau mit Zustimmung aller Parlamentsparteien enteignet, nachdem bereits Allendes Vorgänger Frei wichtige Schritte hierzu unternommen hatte.
Die Unidad Popular setzte die Preise für die Miete und für wichtige Grundbedarfsmittel staatlich fest. Schulbildung und Gesundheitsversorgung wurden kostenfrei angeboten. Jedes Kind bekam Schuhe sowie täglich einen halben Liter kostenloser Milch. Mit seiner Sozialpolitik folgte Allende sowohl sozialistischen Idealen der 1970er Jahre als auch einer südamerikanischen Tradition „populistischer“ Nachfragepolitik. Die Politik der Nachfragestimulierung durch Staatsausgaben und Ausweitung der Geldmenge führte im ersten Jahr zu einem Wachstumsschub und steigenden Reallöhnen. 1971 wuchs das Bruttoinlandsprodukt um 9 %.

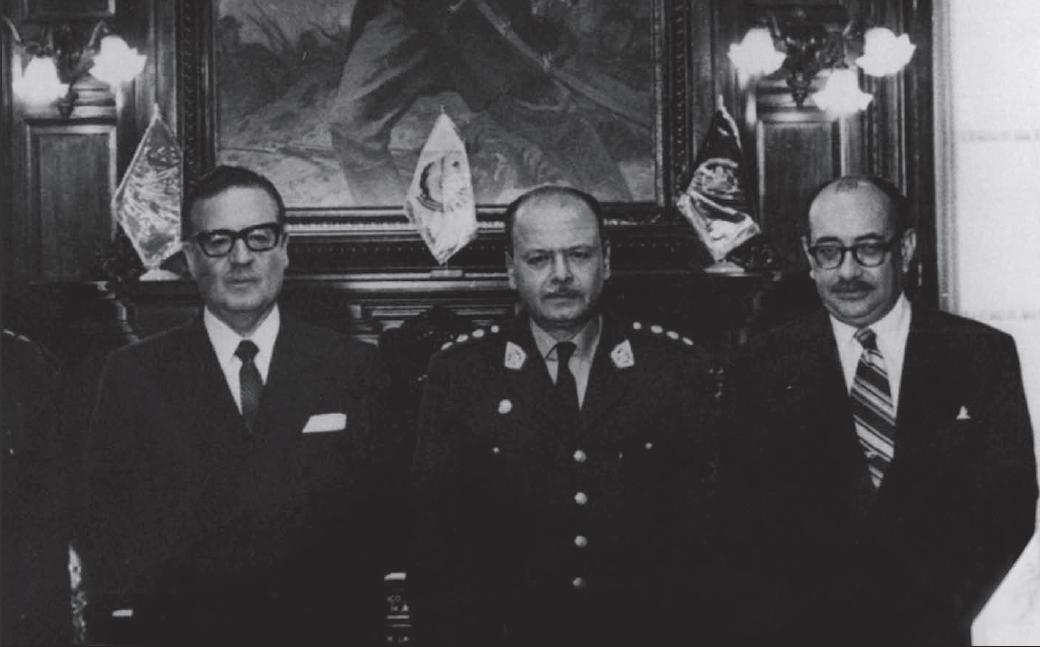
Allende, der peruanische Staatspräsident Juan Velasco Alvarado und der chilenische Außenminister Clodomiro Almeyda. Die Beziehungen Chiles zu Peru entspannten sich unter Allende.

Negative Folge der neuen Wirtschaftspolitik war die Knappheit mancher Produkte, was zu einem immer größer werdenden Schwarzmarkt führte. Makroökonomisch und politisch am gravierendsten war die schnell steigende Inflation. Hatte sie im Jahr vor Allendes Amtsantritt 29 % betragen, stieg sie 1972 auf 160 %. Die zunehmenden ökonomischen Probleme standen in Zusammenhang mit dem Boykott der Wirtschaft Chiles durch die USA und westeuropäische Staaten sowie der politischen Erosion durch großangelegte subversive Aktivitäten der CIA, die das Projekt FUBELT einer Destabilisierung des Landes und Vorbereitung eines Militärputsches verfolgte und als Mittel dazu die Auslösung einer Wirtschaftskrise vorsah. Die Privatinvestitionen gingen aufgrund der zunehmenden Verunsicherung zurück. Die Wirtschaft konnte auch durch die expansive Geldpolitik von staatlicher Seite nicht mehr belebt werden. Stattdessen erreichte die Inflation über 600 %, sodass Chile schließlich in eine schwere Wirtschaftskrise geriet.

### Proteste und Radikalisierung
1971 wurde der Christdemokrat und Ex-Minister Edmundo Pérez Zújovic ermordet; die Tat wurde der linksextremistischen Gruppe VOP (Vanguardia Organizada del Pueblo) zugeschrieben. Im folgenden Jahr beendeten die Christdemokraten ihre Unterstützung für Allende und schlossen sich der rechten Opposition an.
Die Proteste im Land schwollen an: Bauern protestierten gegen die Durchführung der Landverteilung, die Kollektive gegenüber Vertragsbauern bevorzugte; ihre Besetzung von Agrarland verschärfte die angespannte Versorgung mit Nahrungsmitteln. 1972 mussten Lebensmittel rationiert werden und die Regierung war gezwungen, Devisen für die Einfuhr von Nahrungsmitteln aufzuwenden. Im Herbst 1972 streikten Teile etlicher Berufsgruppen, darunter viele Lastwagenfahrer, Bankangestellte, Arbeiter und Studenten, um eine Wende in der Wirtschaftspolitik zu erzwingen. Es kam zu Straßenschlachten. Allende rief den Notstand aus. Radikale rechte Gruppen antworteten mit Terror und Sabotage. Es gab in Allendes Amtszeit insgesamt sechshundert Terroranschläge auf Eisenbahnen, Brücken, Hochspannungsleitungen und Pipelines. Ein 30 Tage langer Besuch Fidel Castros, der über das ganze Land seine Skepsis gegenüber Allendes Modell und die Notwendigkeit des bewaffneten Kampfes kundtat, verschärfte die Situation. Er erzürnte die Mittelschicht der Gesellschaft und heizte die Extremisten auf beiden Seiten an.
Die Einbindung des Militärs in die Regierung im November 1972 durch die Ernennung von General Carlos Prats zum Innenminister konnte die angespannte Lage für einige Monate beruhigen und Anfang 1973 konnten Parlamentswahlen abgehalten werden. Bei diesen Wahlen steigerte die UP ihren Stimmenanteil noch einmal auf 44 %. Sie verfehlte jedoch die angestrebte Mehrheit. Gleichzeitig erhielten auch rechte Parteien mehr Stimmen. Sie reichten allerdings auch mit den Stimmen der Christdemokraten nicht aus, um Allende mit der dafür nötigen Zwei-Drittel-Mehrheit des Amtes zu entheben. Als es im Juli 1973 zu neuen Streiks der Lastwagenfahrer und der Studenten mit Unterstützung weiter Kreise der konservativen Opposition kam, eskalierte die politische Situation zusehends. Allende berief weitere hochrangige Offiziere in sein Kabinett – die politische Gesinnung innerhalb des Militärs hatte sich jedoch gewendet. Am 29. Juni 1973 wurde ein erster Putschversuch eines Panzerregiments von regierungstreuen Militärs unblutig unterdrückt. Am 22. August 1973 sprach der Kongress in einer symbolischen Geste (in der Verfassung gab es diese Möglichkeit nicht) Allende das Misstrauen aus. General Carlos Prats, der noch am 29. Juni den Putschversuch in Santiago unblutig beenden konnte, trat zurück. Nachfolger wurde sein bisheriger Stellvertreter General Augusto Pinochet. Zu dieser Zeit fanden in Santiago die größten je in Chile abgehaltenen Kundgebungen statt, über 700.000 Personen demonstrierten mal für die Regierung, mal für die Opposition. Laut Allendes Pressesekretär plante dieser bereits einige Tage vor dem Putsch ein Plebiszit über den Verbleib der Regierung im Amt. Auch soll Augusto Pinochet darüber informiert worden sein, welcher Allende riet, die Ankündigung dafür auf den 11. September zu vertagen. Dadurch gab es keine Möglichkeit mehr, die Abstimmung durchzuführen. Einige Gegner der Regierung unter Allende bezweifeln, dass dieser ein Plebiszit plante.

## Putsch

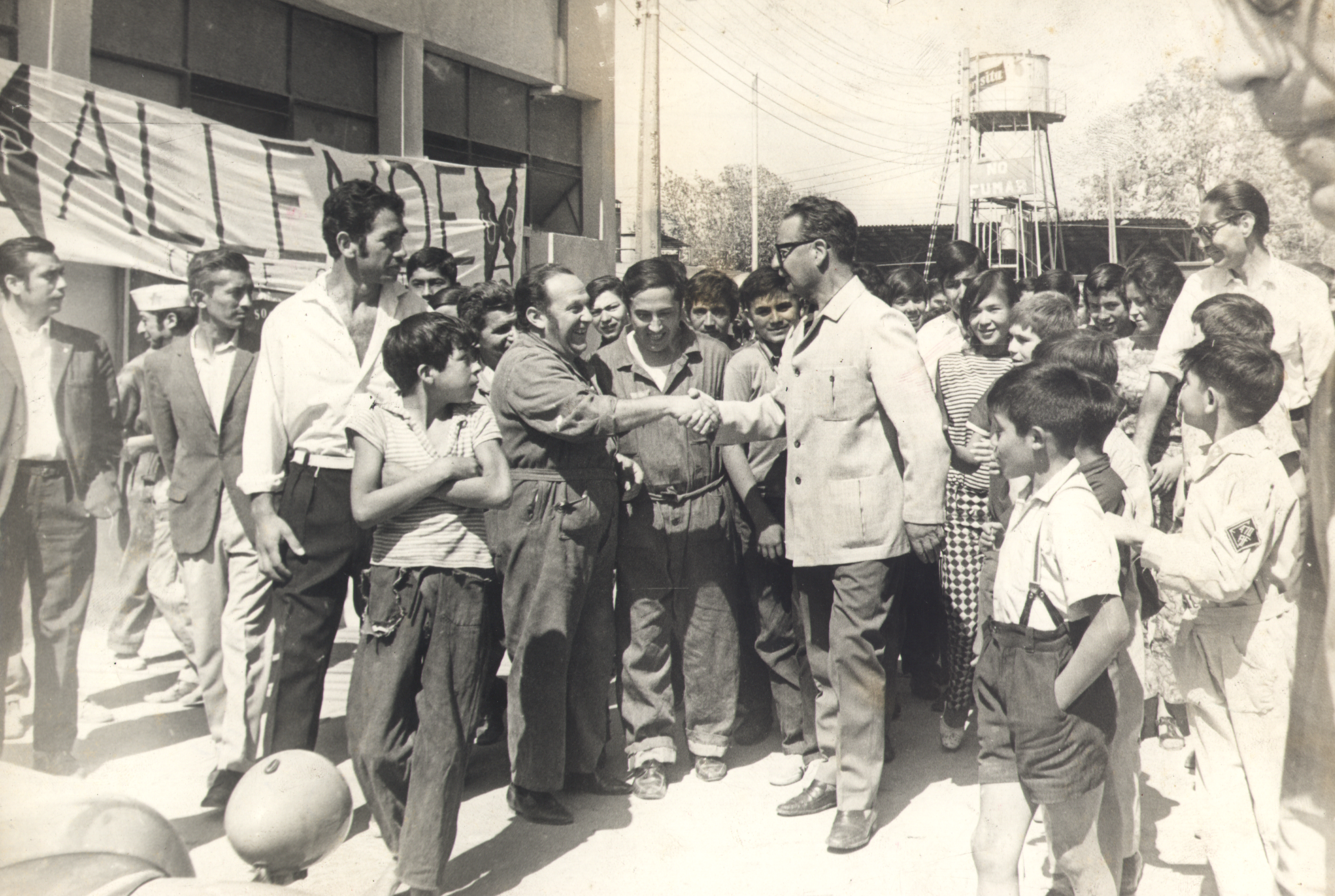
Salvador Allende, 1972

Am 11. September 1973 wurde Präsident Salvador Allende um 06:20 Uhr telefonisch in Kenntnis gesetzt, dass die Flotte in Valparaíso, der größten Hafenstadt Chiles, sich gegen ihn erhoben habe und seinen Rücktritt fordere. Allende versuchte sofort den Oberbefehlshaber der Streitkräfte General Augusto Pinochet zu erreichen, der sich aber nicht meldete. Allende begab sich mit seinem Kabinett und einigen Freunden und Familienangehörigen in den Präsidentenpalast Moneda. Unter seinen Begleitern waren zwei seiner Töchter, sein Arzt, die Leibwache des Präsidenten und seine langjährige Geliebte. Der Verteidigungsminister Orlando Letelier war nicht anwesend, da er bereits von den Putschisten festgenommen worden war.
Um 8 Uhr wurde eine Erklärung der Putschisten, die sich als Militärregierung bezeichneten, im Radio verlesen. Erst hier gab sich General Pinochet als Putschist zu erkennen. Kurz darauf erhielt Allende einen Anruf der Putschisten. Sie forderten seinen Rücktritt und boten ihm im Gegenzug an, ihn sofort mit seiner Familie außer Landes zu fliegen. Er lehnte dies entschlossen ab. Um 09:30 Uhr drohten die Putschisten mit der Bombardierung der Moneda. Allende forderte die Carabineros-Palastgarde und alle Unbewaffneten auf, das Gebäude zu verlassen. Er selbst blieb mit wenigen Getreuen zurück und bereitete sich auf den kommenden Kampf vor.
Um 11:55 Uhr begann die Luftwaffe mit zwei Flugzeugen eine Bombardierung des Präsidentenpalastes. Auch regierungsfreundliche Radiosender sowie einige Viertel der Hauptstadt, in denen mehrheitlich Aktivisten und Sympathisanten der Unidad Popular wohnten, sollen bombardiert worden sein. Augusto Olivares  („El Perro“), der bekannte Journalist und Leiter des Fernsehsenders Canal 7, nahm sich im Erdgeschoss der Moneda mit einem Sturmgewehr das Leben. Damit wurde einer der engsten Freunde des Präsidenten das erste Opfer des Putsches, woraufhin Allende mitten im Chaos eine Schweigeminute für ihn anordnete.

### Direkte Todesumstände
Gegen 14 Uhr begann die Armee mit der Erstürmung des Palastes. Nach kurzem Gefecht ordnete Allende die Kapitulation an. Nur er selbst blieb im „Saal der Unabhängigkeit“ zurück und beging dort Suizid. Die Kalaschnikow, mit der sich Allende erschoss, hatte er zuvor von Fidel Castro als Geschenk erhalten.

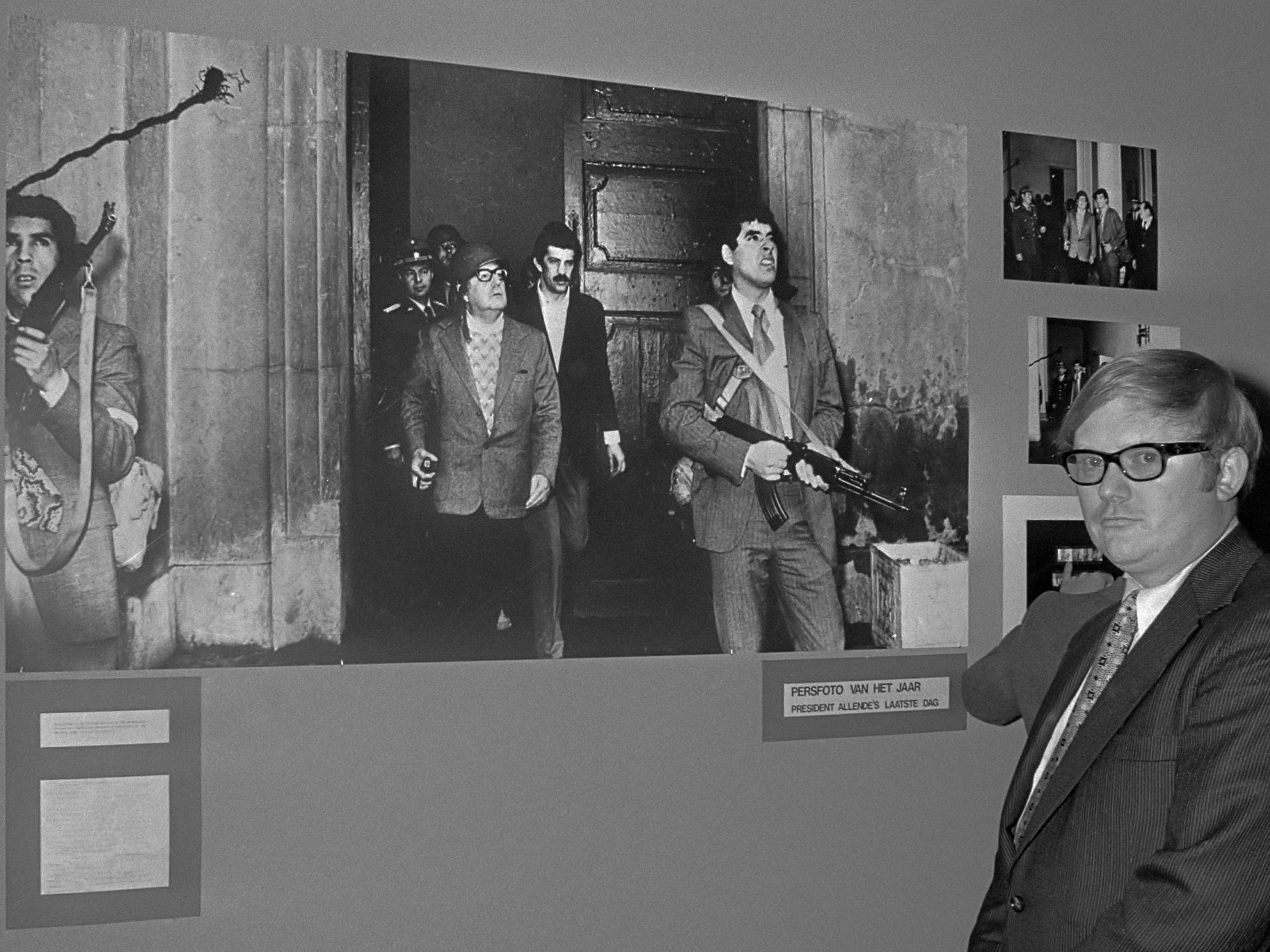
Präsident Allende am Eingang der Moneda, World Press Photo von 1974, aufgenommen von Orlando Lagos

Seine Selbsttötung wurde durch seine Ärzte Patricio Guijón und José Quiroga bezeugt, die den Suizid beobachteten.
Neben den beiden überlebenden Ärzten wurden fünf weitere Personen des näheren Umfelds Allendes Augenzeugen seines Suizides:
- Arsenio Poupin Oissel – Kabinettsmitglied, wenige Tage später ermordet
- Enrique Huerta Corvalán – Verwaltungsdirektor der Moneda, wenige Tage später ermordet
- David Garrido – Sicherheitsbeamter, Überlebender
- Ricardo Pincheira – Sicherheitsbeamter, Überlebender
- Pablo Manuel Zepeda Camillieri – Mitglied der Garde des Präsidenten, Überlebender

Trotzdem glaubten einige Anhänger, Allende sei von eingedrungenen Soldaten erschossen worden, die dann einen Selbstmord inszeniert hätten. Im Jahre 1990, nach Ende der Militärdiktatur, wurde der Suizid des Präsidenten durch eine erneute Obduktion bestätigt, deren Ergebnisse im Einklang mit den Aussagen der Augenzeugen sowie des polizeilichen Untersuchungsberichts stehen. Seine Angehörigen (Ehegattin, Tochter) bestätigten diesen Ablauf.
Dennoch wurden immer wieder Zweifel an den Todesumständen geäußert, die am 23. Mai 2011 zu einer Exhumierung von Allendes sterblichen Überresten führten, um endgültig seine Todesursache zu klären. Mitte Juli 2011 gab die chilenische Behörde für Gerichtsmedizin bekannt, dass sich Allende im Zuge des gewaltsamen Umsturzes selbst mit einer Kalaschnikow erschossen habe. Dabei sei die Waffe auf Dauerfeuer gestellt gewesen, weshalb sich insgesamt zwei Schüsse lösten. Es gebe laut dem Ergebnis des internationalen Expertenteams keinerlei Hinweise, dass eine zweite Person in seinen Tod verwickelt gewesen sei. Damit wurden die Aussagen der Augenzeugen erneut bestätigt.

### Rolle der USA
Nachdem Pinochet die Macht ergriffen hatte, sagte US-Außenminister Henry Kissinger, dass die Vereinigten Staaten „es nicht getan haben“ (bezüglich des Putsches selbst), aber dass sie „die größtmöglichen Voraussetzungen geschaffen haben“. Um die Jahrtausendwende veröffentlichte Dokumente zeigen, dass die US-Regierung und die CIA den Sturz Allendes 1970 angestrebt hatten (Project FUBELT). Eine direkte Beteiligung am Putsch von 1973 konnte durch die bisher veröffentlichten Regierungsdokumente nicht nachgewiesen werden. Im Zeitraum vor dem Putsch steigerten die USA ihre Militärhilfe an Chile massiv. Viele relevante Dokumente unterliegen jedoch noch immer der Geheimhaltung.
Die CIA unterrichtete den Bundesnachrichtendienst bereits einige Tage vor dem Umsturz vom geplanten Putsch. Der Bundesnachrichtendienst soll es unterlassen haben, den damaligen Bundeskanzler Willy Brandt davon zu unterrichten. Über Alfred Spuhler, einen Stasi-Spion im BND, gelangte die Information in die DDR. Eine Warnung an Allende aus Ost-Berlin kam jedoch zu spät.

## Familie

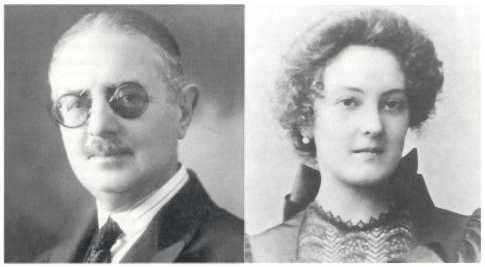
Allendes Eltern

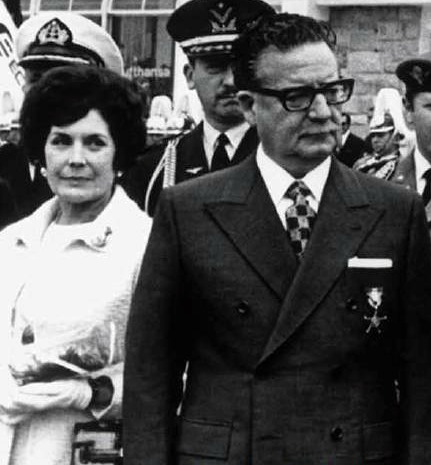
Allende mit seiner Frau Hortensia Bussi

Im 17. Jahrhundert kamen die Allendes aus dem Baskenland nach Chile und taten sich ab der ersten Hälfte des 19. Jahrhunderts unter den anderen aristokratischen Familien hervor. Das herausragendste Familienmitglied (vor Salvador Allende) war sein Großvater Ramón Allende Padín, „Der Rote“, ein Mitglied des Partido Radical Social Demócrata (PRSD) und Großmeister der Freimaurer. Sein Sohn (also Salvador Allendes Vater) war ebenfalls „radikal“ und Freimaurer. Er arbeitete als öffentlicher Beamter und als Notar des Hafens von Valparaíso. Er erlangte Bekanntheit durch seinen Einfallsreichtum, seine dichterische Begabung (genau wie sein Vater) und seine fanatische Einstellung zur Chilenisierung von Tacna und Arica. Er heiratete die Tochter eines belgischen Einwanderers, Laura Gossens, eine Frau von großer Schönheit und tiefer Religiosität. Sie hatten sechs Kinder, zunächst Alfredo, Inés, Salvador und Laura. Nach dem frühen Tod von Laura und Salvador bekamen sie zwei weitere Kinder, denen sie die gleichen Namen gaben. Dieser Salvador ist der Ex-Präsident von Chile.
1940 heiratete Salvador Allende die aus gutbürgerlichem Hause stammende Hortensia Bussi (1914–2009), genannt „La Tencha“. Mit ihr hatte er drei Töchter: Carmen Paz (* 1941), Beatriz (* 1943; † 1977 durch Suizid) und Isabel Allende, die von 1994 bis 2010 Abgeordnete des chilenischen Unterhauses (Parlamentskammer) war, seit 2010 Senatorin und seit 2015 Vorsitzende der Sozialistischen Partei ist. Sie hat den gleichen Namen wie die weltweit bekannte Schriftstellerin Isabel Allende, Tochter des Cousins von Salvador Allende, die diesen stets „Onkel“ nannte. Ein weiterer bekannter Verwandter Salvador Allendes ist sein Neffe Pascal Allende, welcher die linksradikale Organisation Movimiento de Izquierda Revolucionaria (MIR) 1965 mitbegründete und während der Militärdiktatur aus dem Untergrund leitete.
Miria Contreras (genannt „La Payita“), seine Freundin und Privatsekretärin, hatte ihn am Tag des Putsches im Regierungsgebäude begleitet. Sie verließ auf Allendes Befehl rechtzeitig La Moneda, musste ins Exil, kehrte später nach Chile zurück und starb am 22. November 2002 an Krebs.

## Postume Ehrungen

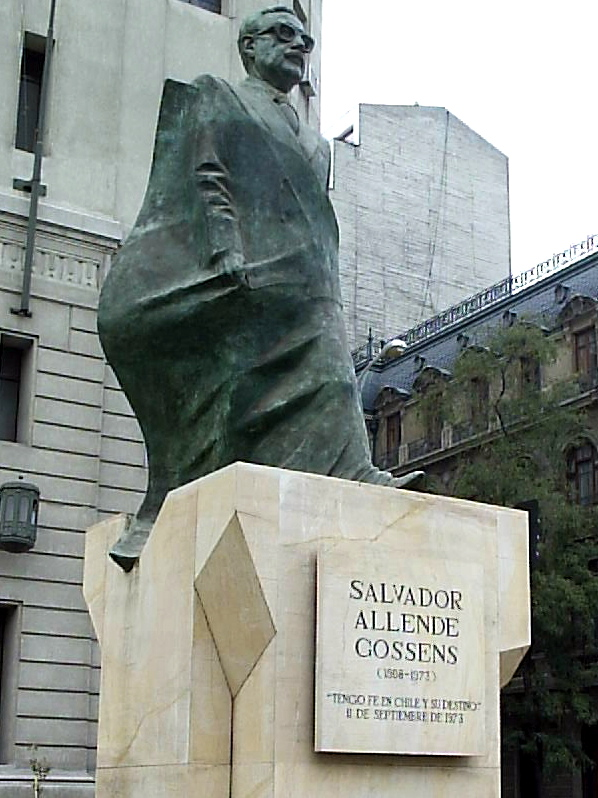
Statue Salvador Allendes neben der Moneda

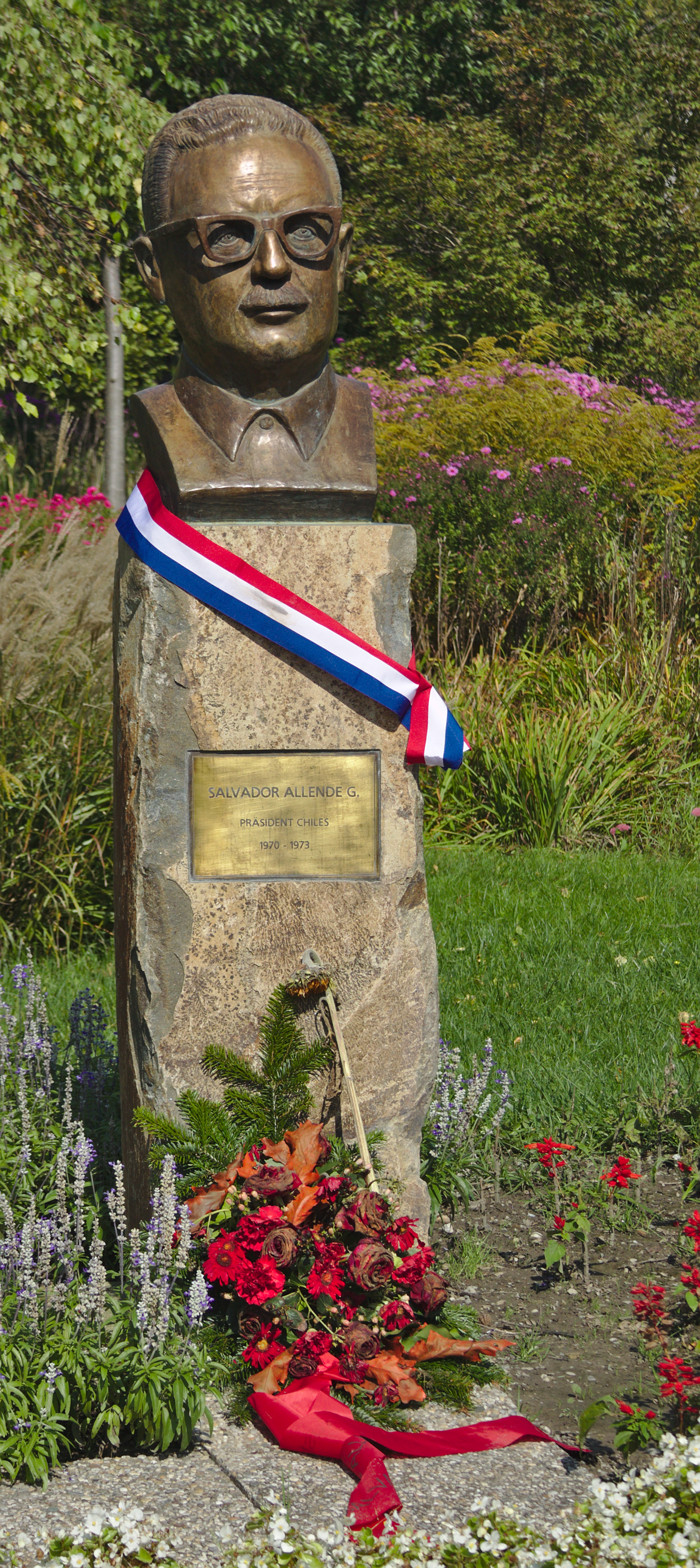
Salvador-Allende-Denkmal im Donaupark (Wien)

Briefmarke der DDR zu Ehren Allendes, 1973

Nach dem Ende der Militärdiktatur in Chile wurde Allendes Leichnam von Valparaíso, wo man ihn nach dem Putsch unter Ausschluss der Öffentlichkeit beerdigt hatte, nach Santiago de Chile überführt und dort auf dem Hauptfriedhof beigesetzt. An der Beerdigung nahmen mehrere hunderttausend Menschen teil. Eine Statue Allendes befindet sich neben dem Präsidentenpalast La Moneda.
Salvador Allende wurde nach seinem Tod vor allem in den sozialistischen Staaten Europas geehrt. Im Berliner Bezirk Köpenick ist das Salvador-Allende-Viertel nach ihm benannt. Auch in Wittenberge (Brandenburg) gibt es ein Allendeviertel. In der Universitätsstadt Greifswald führte in der DDR die Betriebsberufsschule des VEB Kombinat Ingenieur-Tief- und Verkehrsbau Rostock den Namen Dr. Salvador Allende. Auf dem Schulhof befand sich ein „Allende-Gedenkstein“. Diese Bildungseinrichtung wurde nach der Wende aufgelöst. Zwei der ehemaligen Gebäude wurden zu einem Studentenwohnheim sowie Requisitenlager des Theaters umfunktioniert, vor dem sich der Gedenkstein befindet. In Jena ist ein Platz im Stadtteil Lobeda-Ost und in Bautzen, Chemnitz, Ludwigsfelde, Magdeburg, Neubrandenburg, Rostock, Frankfurt (Oder), Waltershausen, Weimar, Wittenberge und Zwickau sind Straßen nach Allende benannt. In Bernburg (Saale) in Sachsen-Anhalt wurde 1973 das damals neue Wohngebiet am Kirschberg Dr.-Salvador-Allende-Siedlung genannt und eine Gedenktafel an der Ecke zur Dr.-John-Rittmeister-Straße aufgestellt, welche 2007 „auf unbestimmte Zeit […] eingelagert“ wurde. Die Sekundarschule in Klötze (Sachsen-Anhalt) trägt den Namen „Dr. Salvador Allende“, ebenso eine Grundschule in Chemnitz. Eine Grundschule in Rheinsberg (Brandenburg) trug bis 2018 seinen Namen.
In der Bundesrepublik wurde in der Hansestadt Hamburg 1983 der ehemalige Bornplatz in Allende-Platz umbenannt. Er befindet sich neben dem Gelände der Universität Hamburg in unmittelbarer Nähe der ehemaligen Talmud-Tora-Schule. In Oer-Erkenschwick nennt die Sozialistische Jugend Deutschlands – Die Falken ihre Bildungsstätte seit deren Eröffnung Ende der 1970er Jahre Salvador-Allende-Haus. Auch in Berlin, Bremen und Frankfurt am Main gibt es eine Salvador-Allende-Straße. In Berlin gibt es darüber hinaus das Salvador-Allende-Viertel.

### Weitere Darstellungen Allendes in der bildenden Kunst
- Siegfried Dorschel (1912–1988): Allende hinterlässt der Junta sein Testament (um 1974; einer von mehreren Farbholzschnitten)
- Lorenzo Homar: (1913–2004): Elegie für Salvator Allende (1973, Siebdruck)
- José Guinovart: Hommage an Allende (1973, Collage in Holz; 95,5 × 80,5 cm)
- Lea Grundig: Salvator Allende (1973/1974, Aquarell und Tusche; aus dem Zyklus Chile)
- Ana Rosa Gutierrez Martinez (1925–2005): Salvator Allende (1975, Holzschnitt)
- Dietrich Rohde: Salvador Allende (1981, Porträtbüste, Bronze; Denkmalstele; im öffentlichen Raum in Berlin-Köpenick, Pablo-Neruda-Str. 11)[37]
- Raúl Marcelino Alfaro Torres (* 1933): Gesang auf den Präsidenten und Augusto (1975, Holzschnitt)
- Hans Urbatis: Eine Blume für Allende (1973, Öl, 70 × 90 cm)[38]
- Christoph Wetzel: Der tote Präsident. Dr. S. Allende Gossens (1974, Mischtechnik, 200 × 150 cm; Gemäldegalerie Neue Meister Dresden)[39]

### Film
- Patricio Guzmán: Salvador Allende. Dokumentation, Frankreich/Chile, 2004, 100 Min.

## Comic
- Carlos Reyes, Rodrigo Elgueta: Die Jahre von Allende. Bahoe Books, Wien 2020. (aus dem chilenischen Spanisch von Lea Hübner.)